# Premier League de Escocia 2007-08
La temporada 2007-08 fue la 111.ª edición del Campeonato escocés de fútbol y la 10.ª edición como Premier League de Escocia, la división más importante del fútbol escocés. La competencia comenzó el 4 de agosto de 2007 y concluyó con la conquista del Celtic Glasgow de su 42.º título de liga.

## Equipos y estadios
| Club                | Ciudad     | Estadio             | Capacidad |
| ------------------- | ---------- | ------------------- | --------- |
| Aberdeen FC         | Aberdeen   | Pittodrie Stadium   | 22.199    |
| Celtic              | Glasgow    | Celtic Park         | 60.837    |
| Dundee United       | Dundee     | Tannadice Park      | 14.209    |
| Falkirk             | Falkirk    | Falkirk Stadium     | 9.200     |
| Gretna              | Gretna     | Fir Park            | 13.742    |
| Heart of Midlothian | Edimburgo  | Tynecastle Stadium  | 17.420    |
| Hibernian           | Edimburgo  | Easter Road Stadium | 20.421    |
| Inverness CT        | Inverness  | Caledonian Stadium  | 7.918     |
| Kilmarnock          | Kilmarnock | Rugby Park          | 18.128    |
| Motherwell          | Motherwell | Fir Park            | 13.742    |
| Rangers             | Glasgow    | Ibrox Stadium       | 51.082    |
| Saint Mirren        | Paisley    | Saint Mirren Park   | 8.023     |

1. ↑  El Raydale Park de Gretna no cumple con las condiciones de los estadios de la Premier League de Escocia, por lo que sus partidos de local fueron disputados en el Fir Park de Motherwell

## Tabla de posiciones
| Pos | Equipo              | PJ | PG | PE | PP | GF | GC | GA  | Pts |
| --- | ------------------- | -- | -- | -- | -- | -- | -- | --- | --- |
| 1.  | Celtic Glasgow      | 38 | 28 | 5  | 5  | 84 | 26 | +58 | 89  |
| 2.  | Rangers             | 38 | 27 | 5  | 6  | 84 | 33 | +51 | 86  |
| 3.  | Motherwell FC       | 38 | 18 | 6  | 14 | 50 | 46 | +4  | 60  |
| 4.  | Aberdeen            | 38 | 15 | 8  | 15 | 50 | 58 | -8  | 53  |
| 5.  | Dundee United       | 38 | 14 | 10 | 14 | 53 | 47 | +6  | 52  |
| 6.  | Hibernian           | 38 | 14 | 10 | 14 | 49 | 45 | +4  | 52  |
|     |                     |    |    |    |    |    |    |     |     |
| 7.  | Falkirk             | 38 | 13 | 10 | 15 | 45 | 49 | -4  | 49  |
| 8.  | Heart of Midlothian | 38 | 13 | 9  | 16 | 47 | 55 | -8  | 48  |
| 9.  | Inverness CT        | 38 | 13 | 4  | 21 | 51 | 62 | -11 | 43  |
| 10. | Saint Mirren        | 38 | 10 | 11 | 17 | 26 | 54 | -28 | 41  |
| 11. | Kilmarnock          | 38 | 10 | 10 | 18 | 39 | 52 | -13 | 40  |
| 12. | Gretna (A)          | 38 | 5  | 8  | 25 | 32 | 83 | -51 | 13  |

 PJ = Partidos jugados; PG = Partidos ganados; PE = Partidos empatados; PP = Partidos perdidos;
GF = Goles anotados; GC = Goles recibidos; DG = Diferencia de gol; PTS = Puntos
- (A) : Ascendido la temporada anterior.

|  | Campeón y clasificado a Liga de Campeones de la UEFA 2008-09. |
|  | Clasificado a Liga de Campeones de la UEFA 2008-09.           |
|  | Clasificado a Copa de la UEFA 2008-09.                        |
|  | Desciende a Primera División de Escocia.                      |

## Máximos goleadores
| Pos. | Jugador                    | Equipo                       | Goles |
| ---- | -------------------------- | ---------------------------- | ----- |
| 1    | Scott McDonald             | Celtic FC                    | 25    |
| 2    | Jan Vennegoor of Hesselink | Celtic FC                    | 15    |
| 3    | Kris Boyd                  | Rangers FC                   | 14    |
| 3    | Chris Porter               | Motherwell FC                | 14    |
| 5    | Steven Fletcher            | Hibernian FC                 | 13    |
| 5    | Noel Hunt                  | Dundee United FC             | 13    |
| 5    | Barry Robson               | Dundee United FC - Celtic FC | 13    |
| 8    | David Clarkson             | Motherwell FC                | 12    |
| 8    | Jean-Claude Darcheville    | Rangers FC                   | 12    |
| 8    | Lee Miller                 | Aberdeen FC                  | 12    |

## Primera División - First División
La Primera División 2007-08 fue ganada por el Hamilton Academical que accede a la máxima categoría, Stirling Albion desciende a la Segunda División.
| Pos | Equipo               | PJ | PG | PE | PP | GF | GC | GA  | Pts |
| --- | -------------------- | -- | -- | -- | -- | -- | -- | --- | --- |
| 1.  | Hamilton Academical  | 36 | 23 | 7  | 6  | 62 | 27 | +35 | 76  |
| 2.  | Dundee FC            | 36 | 20 | 9  | 7  | 58 | 30 | +28 | 69  |
| 3.  | St Johnstone         | 36 | 15 | 13 | 8  | 60 | 45 | +15 | 58  |
| 4.  | Queen of the South   | 36 | 14 | 10 | 12 | 47 | 43 | +4  | 52  |
| 5.  | Dunfermline Athletic | 36 | 13 | 12 | 11 | 36 | 41 | −5  | 51  |
| 6.  | Partick Thistle      | 36 | 11 | 12 | 13 | 40 | 39 | +1  | 45  |
| 7.  | Livingston           | 36 | 10 | 9  | 17 | 55 | 66 | −11 | 39  |
| 8.  | Greenock Morton      | 36 | 9  | 10 | 17 | 40 | 58 | −18 | 37  |
| 9.  | Clyde                | 36 | 9  | 10 | 17 | 40 | 59 | −19 | 37  |
| 10. | Stirling Albion      | 36 | 4  | 12 | 20 | 41 | 71 | −30 | 24  |